# Obereopsis aureosericea
Obereopsis aureosericea är en skalbaggsart som beskrevs av Aurivillius 1914. Obereopsis aureosericea ingår i släktet Obereopsis och familjen långhorningar. Inga underarter finns listade i Catalogue of Life.